# Ракитники
Ракитники — упразднённый посёлок в Куйбышевском районе Новосибирской области. Входит в состав Осиновского сельсовета.

## География
Площадь посёлка — 42 гектара.

## История
В 1976 г. Указом Президиума ВС РСФСР посёлок фермы № 3 совхоза «Осиновский» переименован в Ракитники.

## Население
| 2002 | 2007 | 2010 |
| ---- | ---- | ---- |
| 93   | ↘49  | ↘9   |

## Инфраструктура
В посёлке по данным на 2007 год отсутствует социальная инфраструктура.